# Grevillea ninghanensis
Grevillea ninghanensis är en tvåhjärtbladig växtart som beskrevs av Charles Austin Gardner. Grevillea ninghanensis ingår i släktet Grevillea och familjen Proteaceae. Inga underarter finns listade i Catalogue of Life.